# Palais Tolomei (Sienne)
Le palais Tolomei (en italien, Palazzo Tolomei) est un bâtiment historique sis à Sienne, sur la via Banchi di Sopra, en face de la Piazza Tolomei.

## Histoire et description

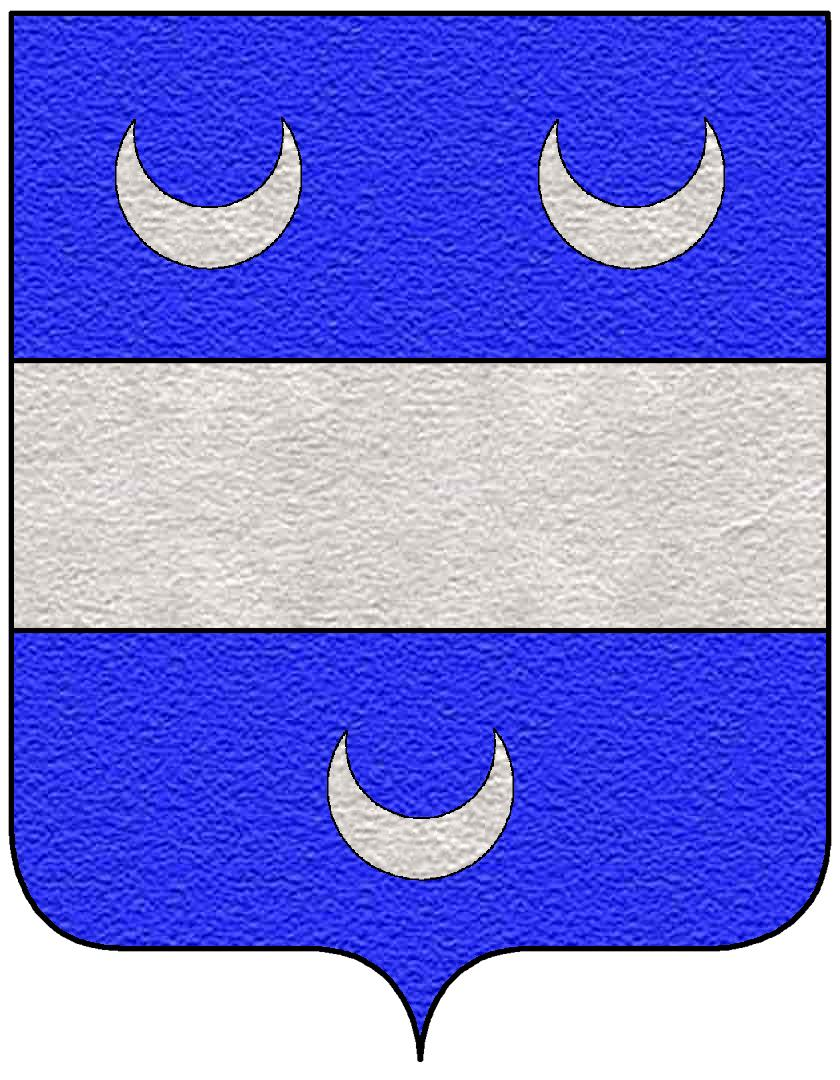
Armoiries de la famille Tolemei

La famille Tolomei, qui s’était installée en Italie à la suite de la venue de Charlemagne, avait été parmi les premiers, dans la ville toscane, à se distinguer dans le commerce du change pour devenir une puissante famille de banquiers, de propriétaires de tours et de châteaux dans les territoires entre la Montagnola Senese et la Maremme. Un membre de cette famille fut Pia dei Tolomei, cité par Dante dans le Chant V du Purgatoire, qui raconte sa mort des mains de son mari, qui l’a jetée d’une fenêtre de son château, en Maremme.
Dans ce quartier de Sienne, à l'époque hors les murs, la famille possédait dans les XIe et XIIe siècles, un castelet, qui témoigne de la richesse qu’elle avait déjà atteint. Le palais actuel a été construit entre 1270 et 1275, ce qui en fait parmi les plus anciennes résidences privées à Sienne. En 1277, la résidence des Tolomei a subi un incendie, lequel n’a pas compromis le palais ; il a été restauré en 1971.
La façade en pierre grise du bâtiment révèle des lignes typique du XIIIe siècle, avec deux niveaux délimités par des corniche marcapiano et agrémentés de deux ordres de cinq fenêtres à meneaux, surmontées d'arcs aigus aux ouvertures trilobés. Dans le salon, sont réassemblés des fragments architecturaux récupérés au cours de la dernière œuvre de restauration.
C'est aujourd'hui une agence de la Caisse d'épargne de Florence (Cassa di Risparmio di Firenze).